# FM-7

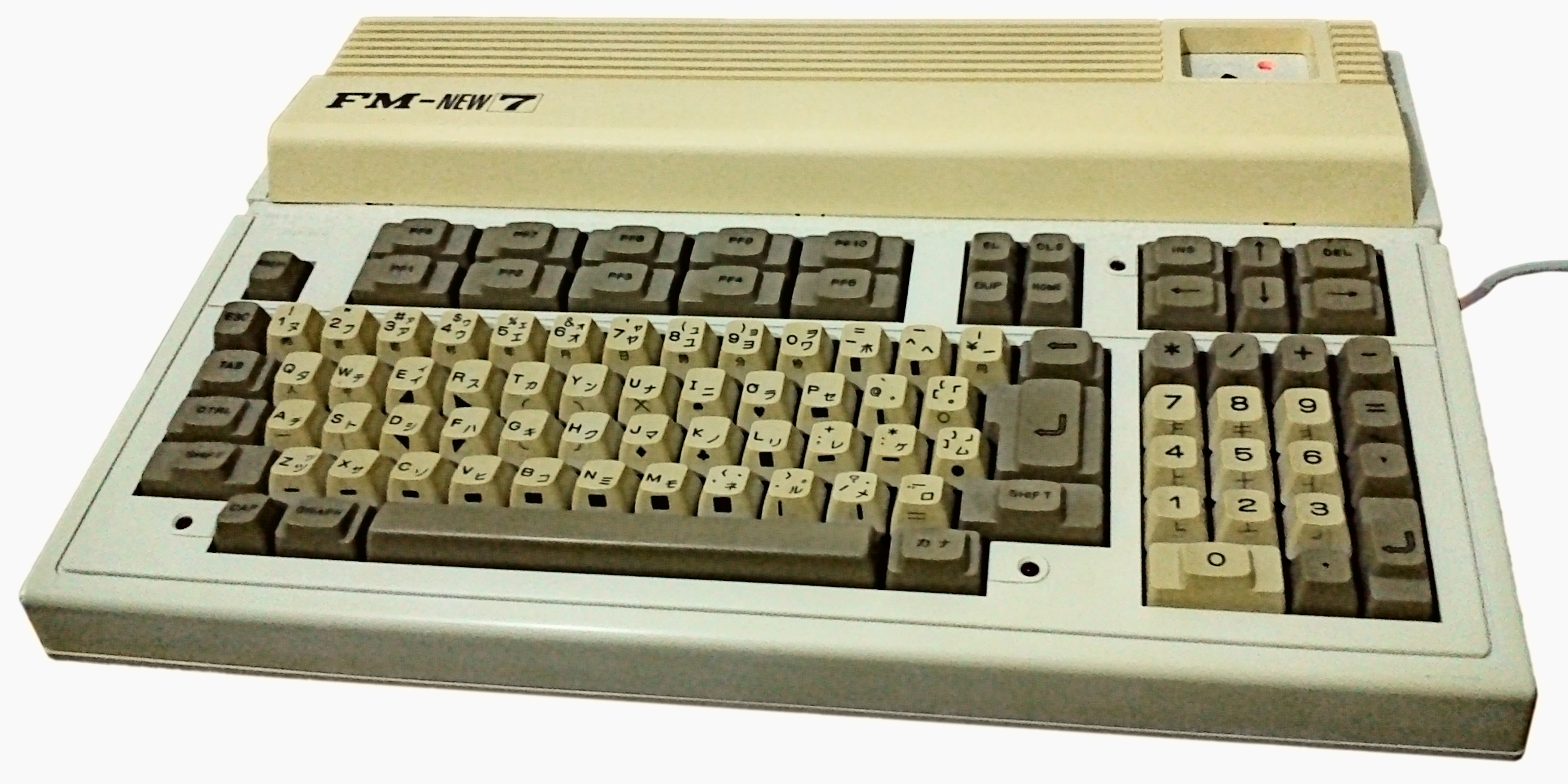
FM-7

FM-7 (Fujitsu Micro 7) — 8-разрядный бытовой компьютер, выпущенный компанией Fujitsu в ноябре 1982 года. Первоначальная его цена составляла 126000 иен. Является бытовым вариантом более раннего компьютера Fujitsu — FM-8, ориентированного на бизнес-применения. Предназначался для внутреннего рынка Японии, и имел там большую популярность. Являлся первым бытовым компьютером компании Fujitsu, и первым в большой серии её компьютеров подобного класса. Последний из компьютеров этой серии, FM Towns, до сих пор остаётся популярным в Японии.

## Модели
Существовало несколько моделей компьютера:
| Модель     | Год  | Процессор | ОЗУ                | Видео-ОЗУ | Примечания                  |
| ---------- | ---- | --------- | ------------------ | --------- | --------------------------- |
| FM7        | 1982 | M68B09    | 64 КБ              | 48 КБ     |                             |
| FM New7    | 1984 | M68B09    | 64 КБ              | 48 КБ     | Бюджетный вариант FM7       |
| FM77       | 1984 | M68B09E   | 64 КБ (до 256 КБ)  | 48 КБ     |                             |
| FM77AV     | 1985 | M68B09E   | 128 КБ (до 192 КБ) | 96 КБ     | 1 или 2 дисковода на 320 КБ |
| FM77L2     | 1985 | M68B09E   | 64 КБ              |           |                             |
| FM77L4     | 1985 | M68B09E   | 128 КБ             |           |                             |
| FM77AV20   | 1986 | M68B09E   | 128 КБ             | 96 КБ     | Дисковод на 640 КБ          |
| FM77AV40   | 1986 | M68B09E   | 128 КБ (до 448 КБ) | 144 КБ    | Дисковод на 640 КБ          |
| FM77AV20EX | 1987 | M68B09E   | 128 КБ (до 192 КБ) | 96 КБ     |                             |
| FM77AV40EX | 1987 | M68B09E   | 192 КБ (до 448 КБ) | 144 КБ    |                             |
| FM77AV40SX | 1988 | M68B09E   | 192 КБ (до 448 КБ) | 144 КБ    |                             |

## Особенности
Технически FM-7 очень близок к известным бытовым компьютерам TRS-80 Color Computer (не стоит путать с Tandy TRS-80). Он использует такой же процессор и такую же операционную систему. Встроенный интерпретатор языка BASIC является улучшенной версией Microsoft CoCo BASIC, используемого на TRS-80 Color Computer (добавлен иероглифический шрифт — катакана, и несколько символов кандзи; поддержка трёхканального синтезатора звука, ряд возможностей для работы с графикой).
Однако, FM-7 имеет ряд отличий. Главным из них, по сравнению с компьютерами того времени, является качественная и быстрая графика. Это реализовано с помощью использования второго процессора (полностью аналогичного центральному), занимающегося исключительно операциями, связанными с отображением графики. Процессоры работают параллельно и связаны через небольшую область в ОЗУ. Другой особенностью FM-7 является возможность установки опциональной карты расширения, содержащей процессор Z80A (что позволяет использовать операционную систему CP/M и многочисленное ПО для неё).

## Технические характеристики
- Процессоры:
  - Motorola 68B09 на частоте 2.0 МГц в качестве основного
  - Motorola 68B09 на частоте 1.2 МГц для обработки графики
- Видеорежимы:
  - Графический 640×200 точек;
  - Текстовые 80x25, 80x20, 40x25, 40x20 символов
- Цвет: 8 цветов
- Память: 44 КБ ПЗУ, 64 КБ ОЗУ (во встроенном интерпретаторе BASIC доступно только 32 КБ), 48 КБ видео-ОЗУ
- Звук: 3 канала (используется микросхема AY-3-8910). Встроенные громкоговоритель и пьезоизлучатель, с раздельной регулировкой громкости
- Операционная система: OS/9, (совместима с TRS-80 Color Computer)
- Разъёмы: выходы на монохромный и цветной мониторы; вход и выход для магнитофона; Centronics для подключения принтера; три слота для карт расширения
- Внешние носители: бытовой магнитофон (скорость передачи данных 1600 бод), опционально — дисководы 5.25"" (объём дискеты 320 КБ)

Среди дополнительных устройств были такие, как карта расширения для подключения джойстиков, контроллер дисководов, карта интерфейса RS-232, карта расширения с процессором Z80A (с тактовой частотой 4 МГц).